# 小行星2805
小行星2805（2805 Kalle）是一颗围绕太阳公转的小行星。1941年10月15日，利斯·奧特瑪在图尔库发现了此天体。
該小行星以芬蘭科學家卡勒·維薩拉（Kalle Väisälä）命名。
这颗小行星的绝对星等为310.8571466284062等。